# Haus, Steiermark
Haus, ofta benämnt Haus im Ennstal, är en köpingskommun i distriktet Liezen i förbundslandet Steiermark i Österrike.  Orten ligger vid floden Enns.
Platsen är berömd som vintersportort. Deltävlingar vid världscupen i alpin skidåkning har anordnats här, och det 115 kilometer långa skidområdet har 52 skidliftar.
Kommunen har 2 445 invånare (2024) och består av åtta orter (Ortschaften) (inom parentes invånarantal 1 januari 2024):

- Birnberg (138)
- Ennsling (419)
- Gumpenberg (92)
- Haus (877)
- Lehen (118)
- Oberhaus (160)
- Oberhausberg (43)
- Weißenbach (598)